# Bolulla
Bolulla ist eine spanische Gemeinde bei Valencia. Sie liegt in der Provinz Alicante, hat eine Fläche von 13,6 km² und hatte 486 Einwohner (Stand: 2024). Die Landwirtschaft ist der vorherrschende Wirtschaftssektor in Bolulla. Das bedeutendste Gebäude in dem Städtchen ist die katholische Kirche von St. Josep, die im 18. Jahrhundert erbaut wurde. Ferner gibt es eine Schule mit 16 Schülern und einen kleinen Laden.
In Bolulla spricht man nicht das typische Kastellanisch, sondern Valenzianisch – ein Dialekt, der dem Katalanischen ähnlich ist.